# Quảng An (quận)
Quảng An (chữ Hán giản thể: 广安区, Hán Việt: Quảng An khu) là một quận thuộc địa cấp thị Quảng An (广安市), tỉnh Tứ Xuyên, Cộng hòa Nhân dân Trung Hoa. Quận này có diện tích 1536 km² dân số 1,2 triệu người, trong đó dân số phi nông nghiệp là 179.400 người. Quận Quảng An được chia thành 30 trấn, hương và 5 nhai đạo biện sự xứ, các đơn vị này lại được chia ra thành 844 thôn hành chính, 50 ủy ban cư dân., 1150 km², dân số năm 2002 là 410.000 người.